# Rio Sapucaí (vattendrag i Brasilien, Minas Gerais)
Rio Sapucaí är ett vattendrag i Brasilien.   Det ligger i delstaten Minas Gerais, i den sydöstra delen av landet, 600 km söder om huvudstaden Brasília.
Omgivningen kring Rio Sapucaí är en mosaik av jordbruksmark och naturlig växtlighet. Området är glesbefolkat, med 17 invånare per kvadratkilometer.